# Claude Arabo
Claude Arabo (n. 3 octombrie 1937, Nisa, Franța – d. 2 iulie 2013, Nisa, Franța) a fost un scrimer francez, medaliat olimpic. A participat la 3 ediții ale Jocurilor Olimpice (1960, 1964, 1968) în care a câștigat o medalie de argint.